# Cadre-47/2-Weltmeisterschaft 1978

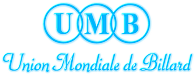
Logo UMB (ausrichtender Verband)

Veranstaltungsort: Rheden

Die Cadre-47/2-Weltmeisterschaft 1978 war die 42. Weltmeisterschaft, die bis 1947 im Cadre 45/2 und ab 1948 im Cadre 47/2 ausgetragen wurde. Das Turnier fand vom 6. bis zum 8. April 1978 in Rheden statt. Es war die siebte Cadre 47/2(45/2) Weltmeisterschaft in den Niederlanden.

## Geschichte
Noch nie startete eine Cadre 47/2 Weltmeisterschaft mit einem so starken Ausgangsclassement. Gemeldet waren Ludo Dielis mit 162,43 GD,  Francis Connesson mit 120,69 GD und Osvaldo Berardi mit 112,53 GD. In einem sehr spannenden und hochklassigem Turnierverlauf setzte sich am Schluss Connesson durch. Er verlor nur gegen Berardi. Zweiter mit allen Turnierbestleistungen wurde Ludo Dielis. Er verlor gegen Franz Stenzel und gegen Connesson. Einen überraschenden dritten Platz erspielte sich der Düsseldorfer Dieter Wirtz. Dielis spielte als fünfter Akteur eine Partie bis 400 Punkte in einer Aufnahme bei einer Cadre 47/2 Weltmeisterschaft. Das ist Einstellung des Weltrekordes im BED.

## Turniermodus
Es wurde im Round Robin System bis 400 Punkte gespielt. Bei MP-Gleichstand wird in folgender Reihenfolge gewertet:
1. MP = Matchpunkte
2. GD = Generaldurchschnitt
3. HS = Höchstserie

## Abschlusstabelle
| MP    | Match Points (Sieger = 2; Unentschieden = 1; Verlierer = 0) |
| Pkte. | Erzielte Karambolagen                                       |
| Aufn. | Benötigte Versuche                                          |
| GD    | Generaldurchschnitt                                         |
| BED   | Bester Einzeldurchschnitt eines Spielers                    |
| HS    | Höchstserie                                                 |
|       | Bester GD des Turniers                                      |
|       | Bester ED des Turniers                                      |
|       | Beste HS des Turniers                                       |
|       | 1. Platz (Gold)                                             |
|       | 2. Platz (Silber)                                           |
|       | 3. Platz (Bronze)                                           |

| Platz | Name                       | MP   | Pkte. | Aufn. | GD    | BED    | HS  |
| ----- | -------------------------- | ---- | ----- | ----- | ----- | ------ | --- |
| 1     | Francis Connesson          | 12:2 | 2783  | 35    | 79,51 | 133,33 | 388 |
| 2     | Ludo Dielis                | 10:4 | 2382  | 28    | 85,07 | 400,00 | 400 |
| 3     | Dieter Wirtz               | 8:6  | 1898  | 38    | 49,94 | 80,00  | 225 |
| 4     | Piet Vet                   | 8:6  | 2348  | 54    | 43,48 | 100,00 | 263 |
| 5     | Franz Stenzel              | 6:8  | 2165  | 49    | 25,84 | 200,00 | 223 |
| 6     | Louis Havermans            | 6:8  | 1829  | 47    | 38,91 | 50,00  | 168 |
| 7     | Osvaldo Berardi            | 4:10 | 2002  | 40    | 50,05 | 66,66  | 248 |
| 8     | Nobuaki Kobayashi          | 2:12 | 1638  | 36    | 45,50 | 100,00 | 214 |
|       | Turnierdurchschnitt: 51,93 |      |       |       |       |        |     |